# Генерал
За играта със зарове вижте статията Генерал (игра).
Генерал (във флота: адмирал) е най-висшето генералско военно звание в Република България. Въведено с измененията на Закона за отбраната и въоръжените сили на Република България през 2000 г. заместило предходното наименование „армейски генерал“ (за флота – „адмирал на флота“). Използва се в сухопътните и военновъздушните сили на много държави. Еквивалентното звание във военноморските сили след 2000 г е адмирал.
Званието се присвоява с указ на Президента на Република България. Предложението е на Министерския съвет. Званието е след генерал-лейтенант (за флота – след вицеадмирал).
Пагоните на офицер със звание генерал са с по 4 големи четирилъчни звезди, еквивалентно на „армейски генерал“ в някои страни (и в по-старата система от военни звания на България), за флота – адмирал на флота.
Съответства на званието general в останалите армии по света (например в американската армия).
В бившия СССР веднага след Октомврийската революция военните звания, включително и генералските, са отменени. До началото на Втората световна война там се използват званията комбриг (командир на бригада), комдив (командир на дивизия) и комкор (командир на корпус), с които се означават звания, аналогични на генералските, но привързани към длъжности.
По време на Първото българско царство званията в българската армия първо са били традиционно взети от старата българска държава и от прабългарския език, а по време на Второто българско царство се използва византийската система на военни чинове.
След Освобождението се възприема западноевропейската система военни звания, включително и генералските. Но генерали в българската армия се появяват сравнително късно. Така по време на Сръбско-българската война, само няколко години след Освобождението, в българската армия не е имало офицери с генералски чинове, поради което войната е наречена Войната на капитаните срещу генералите.
По времето на третото българско царство званието (пълен) генерал е третото генералско звание и най-високото в българската армия. Офицер с такова звание е по-висшестоящ от генерал-лейтенант. Званието пълен генерал съществува в периода от създаването на съвременната българска армия през 1878 до 1897 г., когато е заменено със звание в зависимост от рода войски към който принадлежи съответния офицер – генерал от пехотата, генерал от кавалерията и генерал от артилерията.
От 2012 г. пределната възраст за кадрова военна служба на офицерите със звание генерал е 62 години.

## Български генерали

### Царство България

#### Пълен генерал
- княз Александър Батенберг (неизв.)

#### Генерал от пехотата
В България званието съществува в периода 1897 – 1944, като едва 19 български офицери достигат до това звание:
- Данаил Николаев (18 май 1909)
- Павел Христов (25 март 1917)
- Стефан Тошев (25 март 1917)
- Георги Тодоров (15 август 1917)
- Васил Кутинчев (23 октомври 1918)
- Православ Тенев (31 октомври 1918)
- Сава Савов (29 юни 1919)
- Димитър Гешов (1 юли 1919)
- Пантелей Киселов (12 декември 1919)
- Стефан Нерезов (3 септември 1920)
- Иван Вълков (15 май 1928)
- Велизар Лазаров (11 септември 1929)
- Константин Соларов (16 май 1934)
- Никола Бакърджиев (6 май 1936)
- Никола Жеков (6 май 1936)
- Никола Иванов (6 май 1936)
- Рачо Петров (6 май 1936)
- Стилиян Ковачев (6 май 1936)
- Теодоси Даскалов (11 април 1942)

С такова звание към българската войска се числят и владетелите:
- цар Фердинанд (неизв.)
- цар Борис III (1938)

#### Генерал от кавалерията/конницата
- Петър Марков (27 ноември 1918) – генерал от кавалерията
- Александър Кисьов (9 май 1934) – генерал от конницата

#### Генерал от артилерията
- Георги Попов (6 август 1941)
- Руси Русев (4 септември 1944)
- Владимир Заимов (5 декември 1944) – посмъртно

### Народна република България
- Петър Панчевски (22 септември 1954) – армейски генерал
- Иван Михайлов (22 септември 1954) – армейски генерал
- Добри Джуров (4 септември 1964) – армейски генерал

### Република България
- Йордан Мутафчиев (22 август 1991) – армейски генерал
- Любен Петров (1 февруари 1993) – армейски генерал
- Михо Михов (7 юли 2000) – генерал
- Никола Колев (6 юни 2002) – генерал
- Златан Стойков (1 юни 2006) – генерал
- Симеон Симеонов (30 юни 2009) – генерал
- Константин Попов (1 май 2016) – генерал
- Андрей Боцев (6 май 2018) – генерал
- Емил Ефтимов (30 март 2020) – адмирал